# Одеське футбольне дербі
Одеське дербі — офіційний матч в рамках чемпіонатів країни та розіграшів національного кубку, участь в якому брали / беруть чоловічі футбольні команди з міста Одеси. В першу чергу це матчі між командами «Чорноморець» і СКА. В останні роки це футбольне протистояння відновилося в другій лізі чемпіонату України між командами «Реал Фарма» та «Жемчужина» (Одеса).

## Історія

### Чорноморець— СКА
Свого часу в Одесі, окрім «Чорноморця», була ще одна сильна команда — СКА (СКВО, ОБО). Матчі між ними були довгоочікуваними й навколо них був величезний ажіотаж. Щоб купити квиток на таке дербі, потрібно було займати чергу ще з ночі.
Перша зустріч відбулася на стадіоні армійців в рамках першого кола чемпіонату СРСР 1959 року (клас «Б», 4 зона) — 3 червня 1959 г. «Чорноморець» здобув мінімальну перемогу (1:0), єдиним голом відзначився Костянтин Фурс. У матчі другого кола, який проходив на стадіоні ЧМП, з таким же результатом переміг СКВО.
Всього таких зустрічей на офіційному рівні в чемпіонатах СРСР було одинадцять. Загальний рахунок усіх зустрічей 12:5 на користь «Чорноморця». Найкращим бомбардиром цих матчів став Василь Москаленко, він забив три м'ячі за «Чорноморець» і один за СКА.
Всього матчі цього протистояння відвідали 560 000 уболівальників (в середньому 46 666 глядачів за матч). Дев'ять з одинадцяти «дербі» пройшли на поле стадіону ЧМП, трибуни якого заповнили 540 000 глядачів (в середньому 49 090 за гру). Рекордним за відвідуваністю став матч «Чорноморця» і СКА, який відбувся в 1966 році на стадіоні ЧМП в рамках 28-го чемпіонату СРСР (55 000 глядачів). Один матч армійці й «моряки» провели на полі стадіону СКВО (СКА). A єдиний матч в рамках розіграшів кубку СРСР проходив за межами Одеси, в Гурзуфі на стадіоні «Артек».
Очевидці відзначають терпимість між уболівальниками обох команд, конфлікти траплялися дуже рідко.
З середини першого національного чемпіонату України 1992 року, команда одеського СКА, зберігши від свого колишнього назви дві початкові літери, перейшла під заступництво «цивільних» організацій і стала називатися СК «Одеса». «Новий» клуб міг би помірятися силами з «Чорноморцем», але не дотягував до рівня вищої ліги української першості. Однак «одеське дербі» отримало свій новий розвиток у матчах розіграшів кубку України, де жереб двічі зводив «городян» й «моряків». Так в сезоні 1992/93 років, матчі проходили на стадії 1/16 фіналу. Вдома (матч проходив на стадіоні СКА) «городяни» поступилися «Чорноморцю» — 0:1. Але перемігши в матчі-відповіді на стадіоні ЧМП 3:2, СК «Одеса» вибив володаря кубку України з розіграшу і тим самим вийшов у 1/8 фіналу. У сезоні 1998/99 років команди зустрілися на стадії 1/32 фіналу. У першому матчі на стадіоні ЧМП була зафіксована нічия — 1:1. У матчі-відповіді на стадіоні «Спартак», СК «Одеса» (господарі поля) впевнено перемогли — 3:1, й тим самим знову вибили «Чорноморець» з розіграшу кубку України. Примітно, що і на цей раз СК «Одеса» дійшов до 1/8 фіналу кубку України, повторивши тим самим своє досягнення сезону 1992/93 років.
У 1999 році СК «Одеса» припинив своє існування, коли на його базі було створено «Чорноморець-2». З тих пір «Чорноморець» поки єдина одеська команда в прем'єр-лізі українського чемпіонату.

### Реал Фарма— Жемчужина
У 2016 році Одеське футбольне дербі знову відродилося, але тепер у Другій лізі чемпіонату України. Починаючи з сезону 2016/17 років у цьому турнірі виступають дві одеські команди: «Жемчужина» (Одеса) та «Реал Фарма». Перший матч цього протистояння відбувся 1 жовтня 2016 року в рамках 12-го туру. В цьому поєдинки господарі, «Жемчужина», на стадіоні «Спартак» впевнено переграли «Реал-Фарму», 2:0. Голами в цьому поєдинку відзначалися Дмитро Поспєлов (32 хвилина) та Євген Потароченко (42 хвилина). Матч-відповідь за участю цих команд відбувся 9 травня 2017 року на стадіоні «Іван». Матч завершився з нічийним рахунком 1:1. У складі «Жемчужини» на 16-ій хвилині голом відзначився Михайло Шестаков, а в футболці «Реал-Фарми» на 17-ій хвилині забив Костянтин Злєпко.

## Статистика матчів

### СРСР

#### Кубок СРСР
Усього 1 матч у кубку СРСР:
- 1 перемога «Чорноморця»;
- 2 голи «Чорноморця»

| Сезон | Етап                      | Дата           | Господар    | Гості | Рахунок | Стадіон | Голи господарів                 | Голи гостей |
| ----- | ------------------------- | -------------- | ----------- | ----- | ------- | ------- | ------------------------------- | ----------- |
| 1982  | зональний етап, 2-га зона | 26 лютого 1982 | Чорноморець | СКА   | 2:0     | «Артек» | Плоскіна (10-пен.), Павлов (20) |             |

### Україна

#### Кубок України
Загалом 4 матчі в кубку України:
- 1 перемога «Чорноморця», 2 перемоги СК «Одеса», 1 нічия
- 4 голи «Чорноморця», 7 голів СК «Одеса»

| Сезон   | Етап           | Дата            | Господар    | Гості       | Рахунок | Стадіон   | Голи господарів                               | Голи гостей                        |
| ------- | -------------- | --------------- | ----------- | ----------- | ------- | --------- | --------------------------------------------- | ---------------------------------- |
| 1992/93 | 1/16, 1-й матч | 7 жовтня 1992   | СК Одеса    | Чорноморець | 0:1     | СКА       |                                               | Яблонський (50)                    |
| 1992/93 | 1/16, 2-й матч | 21 жовтня 1992  | Чорноморець | СК Одеса    | 2:3     | ЧМП       | Кошелюк (45), Гусєв (71)                      | Тимченко (40), Парахневич (74, 90) |
| 1998/99 | 1/32, 1-й матч | 22 вересня 1998 | Чорноморець | СК Одеса    | 1:1     | ЧМП       | Гапон (57-пен.)                               | Стрижаков (39)                     |
| 1998/99 | 1/32, 2-й матч | 27 вересня 1998 | СК Одеса    | Чорноморець | 3:1     | «Спартак» | Спіцин (19-пен.), Мочуляк (69), Щербаков (69) | Гапон (89)                         |